# Barros Blancos
Barros Blancos ist eine Stadt im Süden Uruguays.

## Geographie
Sie befindet sich im Südwesten des Departamento Canelones in dessen Sektor 16 bzw. Sektor 37. Sie wird dabei sowohl im Westen als auch im Osten von der in zwei Siedlungsgebiete aufgeteilten Stadt Fraccionamiento Camino Maldonado umgeben. Südwestlich der Stadt verläuft der Arroyo Meireles, während im Stadtgebiet der kleine Fluss Meneses und südlich der de la Totora, ein Nebenfluss des Arroyo Pando fließen.

## Geschichte
Gegründet wurde die Stadt im Jahre 1940. Der Name Barros Blancos geht dabei auf die farbliche Bodenbeschaffenheit der Örtlichkeit zurück. 1976 erhielt sie dann den Namen Capitán Juan Antonio Artigas nach Juan Antonio Artigas, der sich hier 1730 niedergelassen hatte. Seit 2007 trägt die Stadt jedoch wieder ihren ursprünglichen Namen. In den letzten Jahrzehnten wies sie ein enormes Bevölkerungswachstum auf, wobei hier überwiegend ein Zuzug von der unteren Mittelschicht bzw. der Unterschicht angehörenden Personen aus dem nahegelegenen Montevideo zu verzeichnen ist. Dies führte letztlich auch dazu, dass seit den 1980er Jahren nahezu ein Zusammenwachsen mit den Nachbarstädten Pando und Montevideo zu beobachten ist.

## Infrastruktur

### Verkehr
Durch Barros Blancos führen die die Stadt teilende Ruta 8, die Ruta 101 und die im Nordwesten die Stadtgrenze bildende Ruta 74.

### Bildung
Zu den Schulen in Barros Blancos zählen das 1987 gegründete Liceo No. 1 de Barros Blancos und die Escuela El Tejado. Ferner gibt es dort den Kindergarten No. 216.

## Einwohner
Für das Jahr 2010 gibt die Intendencia de Canelones eine Einwohnerzahl von 28.610 an. Die Einwohnerzahl von Barros Blancos betrug bei der letzten Volkszählung im Jahre 2011 laut des Instituto Nacional de Estadística de Uruguay 31.650 Einwohner.
| Jahr | Einwohner |
| ---- | --------- |
| 1963 | 5.324     |
| 1975 | 8.311     |
| 1985 | 10.585    |
| 1996 | 13.464    |
| 2004 | 13.553    |
| 2010 | 28.610    |
| 2011 | 31.650    |

Quelle: Instituto Nacional de Estadística de Uruguay

## Stadtverwaltung
Bürgermeister (Alcalde) von Barros Blancos ist Napoleón Da Roza (Frente Amplio).